# 匈牙利自动望远镜网络计划
匈牙利自动望远镜网络（Hungarian Automated Telescope Network，HATNet）是一个由6架小型全自动化望远镜组成的网络。匈牙利自动望远镜网络计划（HATNet Project）即依赖该网络得以实施，其科学目标是使用凌日观测法探测系外行星。该网络也被用于寻找和追逐明亮的变星。目前，哈佛-史密松天体物理中心负责维护该网络。
该网络的英文名简写HAT即表示“匈牙利自动望远镜”（Hungarian-made Automated Telescope），因为该网络最初是由一群匈牙利科学家发展起来的。该计划开始于1999年，并从2001年5月开始全面运作。

## 设备
该计划的样机HAT-1采用了尼康的180毫米焦距、65毫米光圈远摄镜头和柯达的像素尺寸为9微米、像素为512×768的KAF-0401E芯片。该样机于2000年至2001年期间在布达佩斯的康克立天文台进行测试。
2001年1月，HAT-1被运往美国亚利桑那州基特峰上的史都华天文台安装。这次运输造成了该望远镜的严重损坏。
之后的望远镜则采用了佳能的110毫米焦距、8°x 8°宽视场镜头，配备2千x2千的电荷耦合元件(CCD)传感器，属于全自动化望远镜。目前，其中的一架望远镜安装于以色列的智慧天文台。

匈牙利自动望远镜由独立的Linux操作系统控制，无人工监控。其数据则被储存于一个MySQL数据库中。

## 计划参与者
罗兰大学的加斯帕尔·巴克斯和布达佩斯的康克立天文台联合研制了该计划的样机HAT-1，当时格萨·科瓦茨博士（Dr. Géza Kovács）负责监督该项目的实施。约瑟夫·拉扎尔、伊斯特凡·帕普和帕尔·萨利亦在该计划发展过程中起到重要作用。

## 发现的系外行星
至今，匈牙利自动望远镜网络计划已经发现了34颗系外行星，且均是采用凌星观测法发现的。

### 其他系外行星搜寻计划
- 跨大西洋系外行星搜尋計畫
- 超廣角尋找行星
- XO望遠鏡

### 搜寻系外行星的航天器
- 對流旋轉和行星橫越任務，欧洲空间局于2006年12月发射。
- 開普勒太空望遠鏡，美国国家航空航天局于2009年3月发射。